# Hedda Hopper

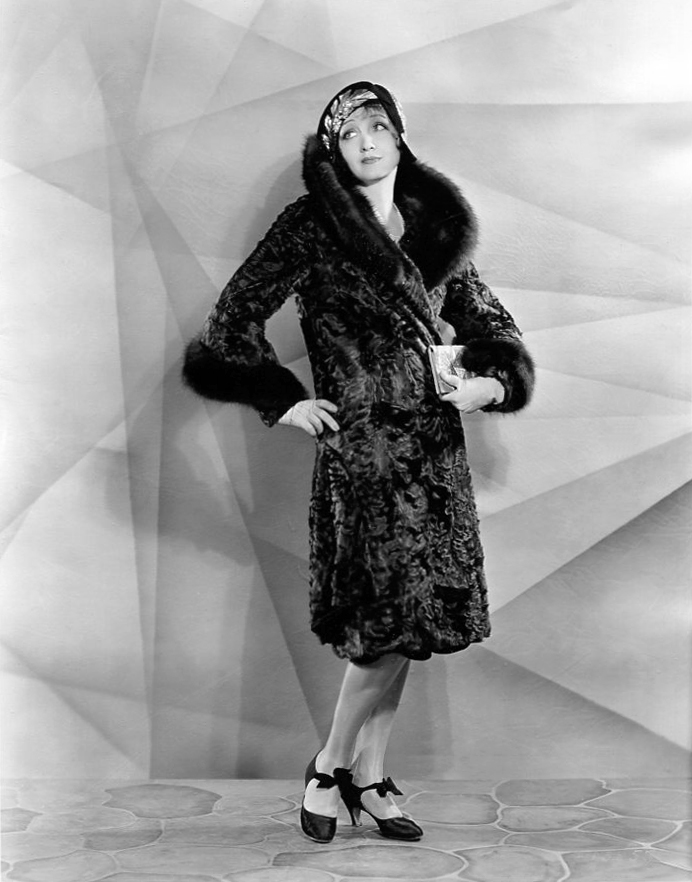
Hedda Hopper 1929.

Hedda Hopper, ursprungligen Elda Furry, född 2 maj 1885 i Hollidaysburg i Pennsylvania, död 1 februari 1966 i Hollywood i Los Angeles i Kalifornien, var en amerikansk skådespelare och skvallerspaltskolumnist.
Hon sjöng och dansade i baletterna på Broadway när hon 1913 träffade och gifte sig med matinéidolen DeWolf Hopper (1858–1935). Hon födde en son, William Hopper (1915–1970) och 1915 flyttade hela familjen till Hollywood. Där blev DeWolf Hopper filmstjärna i det nybildade filmbolaget Triangle i filmer som Don Quixote 1915 och MacBeth 1916.
Hedda Hopper själv började också medverka i filmer, först som vamp och sedan i biroller. Hennes filmdebut var i Battle of Hearts (1916). Även parets son fick roller, innan han ens var fyllda ett år, i sin fars filmer. Sonen blev i vuxen ålder känd för sin roll som detektiven Paul Drake i den populära TV-serien Perry Mason (1957–1962)).
Paret Hopper skilde sig 1922 och Hoppers filmkarriär började dala under 1930-talet. Hon fick erbjudande att skriva en skvallerspalt, "Hedda Hopper's Hollywood", som debuterade i Los Angeles Times den 14 februari 1938. Året därpå fick hon även ett eget radioprogram, The Hedda Hopper Show som sändes tre gånger i veckan fram till oktober 1942. Detta följdes av en rad andra program på olika radiostationer. Bland hennes bästa vänner och källor märks Howard Hughes, Ronald Reagan och Edgar Hoover. Hon blev känd för att hon i denna funktion rivaliserade med Louella Parsons, för sin livslånga ovänskap med skådespelerskan Constance Bennett och för sin passion för hattar. 
Under den senare tiden av sin karriär medverkade hon i ytterligare filmer, bland annat spelade hon sig själv i Sunset Boulevard (1950) och Sprattelgubben (1964). Under sin 50 år långa karriär framträdde hon i över 100 filmer och har för sina insatser belönats med en stjärna på Hollywood Walk of Fame.
Hedda Hopper 1966 avled av dubbelsidig lunginflammation, vid 80 års ålder, på Cedars of Lebanon Hospital i Hollywood. Hon begravdes på Rose Hill Cemetery i Altoona i Pennsylvania.

## Filmografi (i urval)
- 1918 – Den farliga leken
- 1919 – Virtuous Wives
- 1922 – Sherlock Holmes
- 1923 – Has the World Gone Mad?
- 1926 – Don Juan
- 1929 – His Glorious Night
- 1931 – The Stolen Jools
- 1932 – Som du vill ha mig
- 1936 – Draculas dotter
- 1939 – Midnatt
- 1942 – Skörda i den vilda stormen
- 1950 – Sunset Boulevard
- 1960 – Pepe
- 1964 – Sprattelgubben